# Опочка
Опо́чка — город (с 1412) в России, административный центр Опочецкого района Псковской области. Образует муниципальное образование Опочка в статусе городского поселения (в границах города). Также является административным центром сельского поселения Пригородная волость.
Город был основан как укреплённый пункт в 1414 году в излучине реки Великая (бассейн Псковского озера), в 130 км от Пскова. Население — 9928 чел. (2021).

## История

### Средние века и новое время

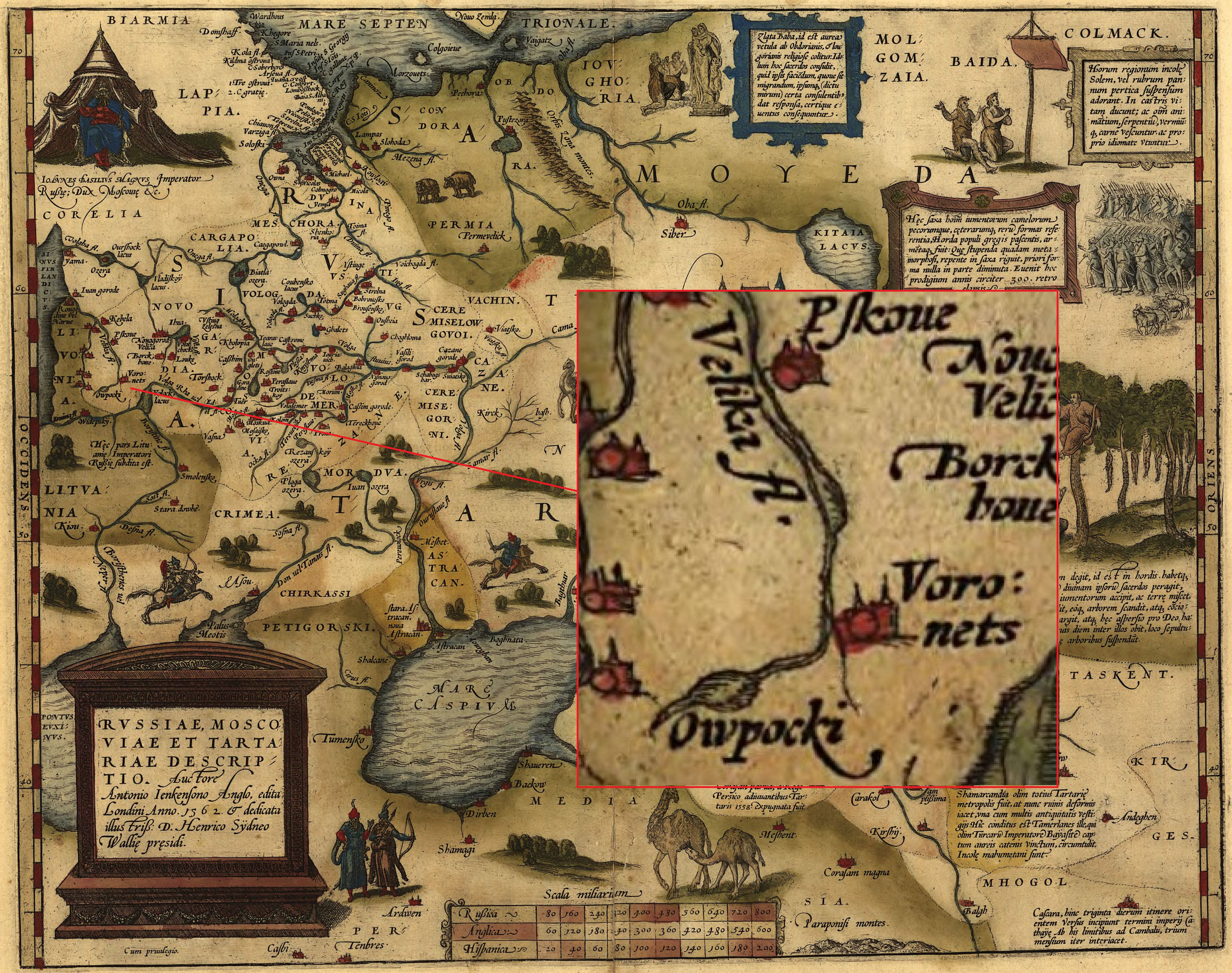
Опочка на карте из атласа Ортелиуса (1570)

К юго-западу от города на острове реки Великой сохранилось городище, укрепления основанного псковичами в 1341 году, этот год считается основанием города. Находясь на возвышенном месте крепость контролировала окружающую местность и была неприступна для неприятеля. В 1346 году город отражал нападение литовского князя Ольгерда, начавшего военную кампанию против Новгорода.
В 1412 году псковичи для замены разрушенной Витовтом в 1406 году крепости Коложе заложили на излучине реки Великой крепость, в Псковской республике, которую нарекли Опочкой. Название является уменьшительной формой от слова «опока» — выходящее на поверхность месторождение мелового известняка, на котором и поставили крепость. В 1426 году Опочка выдержала осаду литовских войск Витовта, который с большим войском литовских и татарских отрядов осадил город и как отражено в летописи «лезте усердно к городу велми, и опочане с ним бишася искрепка… и он неверный поиде к городу, а много голов своея рати оставити». Итогом осады стало отступление. В 1427 году город осадил ливонский орден. В 1502 году вновь осаждён литовскими отрядами «Литва мало не взяла Опочку».
В 1517 году крепость Опочку осадило польско-литовское войско К. И. Острожского, которое после неудачного штурма было разгромлено подоспевшими русскими отрядами. В годы Ливонской войны 1558—1583 гг. в Опочке размещался многочисленный стрелецкий гарнизон. В 1559 году воеводы царя Ивана Васильевича ходили в Ригу воевать через Опочку. В 1562 году город вновь осаждён литовцами и им даже не удалось зажечь посад, горожане за «надолбами» отбились и «многих постреляли из города». В 1607 году Опочка присягнула Лжедмитрию II. В 1611 году в город приходили войска гетмана Лисовского. В этом же году в городе сосредотачивались русские войска посланные на выручку Пскова от шведов. Последний раз Литва неудачно подступала к Опочке в 1634 году.
В 1701 году по указу императора Петра I был возобновлён земляной вал вокруг города.
Пётр I своим указом от 18 (29) декабря 1708 года разделил Россию на 8 губерний, причём Опочка была приписана к Ингерманландской губернии (переименованной в 1710 году в Санкт-Петербургскую). Новый указ императора от 29 мая (9 июня) 1719 года ввёл деление губерний на провинции, и Опочка вошла в Псковскую провинцию Санкт-Петербургской губернии, а по указу Екатерины I от 29 апреля (10 мая) 1727 года вместе с этой провинцией отошла к новообразованной Новгородской губернии.

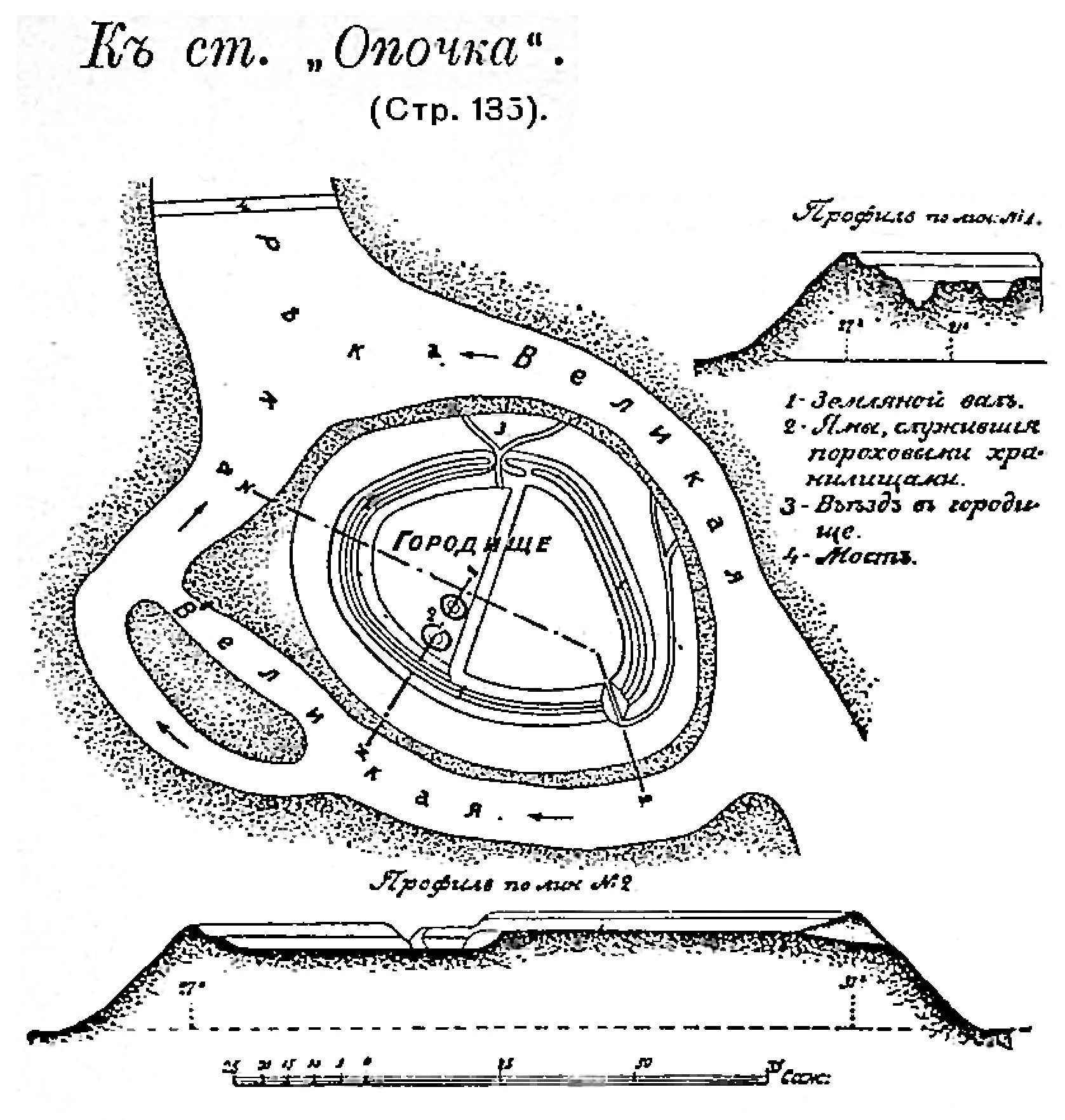
Крепость Опочка

В 1772 году, после первого раздела Речи Посполитой, была образована Псковская губерния, центром которой стал город Опочка; в состав этой губернии были включены две провинции Новгородской губернии (Псковская и Великолуцкая) и вновь образованные из земель бывшего Полоцкого воеводства провинции: Двинская (польская Лифляндия) и Полоцкая; в конце года была также присоединена выделенная из Могилёвской губернии Витебская провинция. Указом Екатерины II от 24 августа (4 сентября) 1776 года из состава Псковской губернии была выделена Полоцкая губерния, а центр Псковской губернии (в 1777—1796 гг. — Псковское наместничество) был перенесён в Псков; Опочка же стала уездным городом — центром Опочецкого уезда Псковской губернии (официально утверждена в этом статусе в 1777 году).
В 1781 году Опочке был пожалован герб: «В верхней части щита герб Псковский, в нижней — пирамидою сложенная куча из известного камня, называемого опока и означающего имя сего города, в голубом поле».
В Отечественную войну 1812 года в Опочке был расквартирован Резервный полк тяжелой кавалерии Второй кавалерийской дивизии, составленный из запасных эскадронов Псковского, Московского, Каргопольского и Ингерманландского драгунских полков, и входивший в Девятую (резервную) кавалерийскую дивизию генерал-майора князя Репнина. При изгнании Наполеона из пределов России полк, в составе корпуса графа Витгенштейна с отличием сражался, в частности, при Кубличах. Известен, как минимум, один офицер полка, бывший ингерманландец и командир Резервного эскадрона каргопольцев майор Гринев, получивший за этот бой орден св. Георгия IV класса.
В конце XVIII и XIX веке жители города торговали льном, пенькой, лесом. Украшением города служил освящённый в 1795 году Спасо-Преображенский собор (снесён в 1937 году). В городе имелись уездное училище, женская прогимназия, земские и церковно-приходские школы, богадельня; в 1874 году приступил к работе городской общественный банк, а в 1894 году была открыта земская больница. Промышленность города была представлена небольшими кожевенными, кирпичными, гончарными предприятиями.
В 1877 году в связи с русско-турецкой войной, на территории Дагестана вспыхнуло мощное антироссийское восстание превзошедшее по своему размаху период Шамиля. После жестокого подавления восстания к концу 1877 года, начались массовые высылки горцев, в Опочку прибыло около 900 мятежных горцев, в основном лакцев по национальности. В Опочке в семье высланного старшины селения Кази-Кумух которому разрешили взять с собой в ссылку семью, 28 мая 1882 родился Саид Габиев — советский революционер, государственный, политический, партийный и общественный деятель Дагестана, который стоял у истоков создания Дагестанской республики.

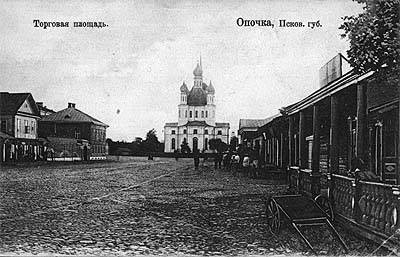
Торговая площадь в Опочке

На 1 января 1896 года в городе насчитывалось 5789 жителей, среди которых — 5216 православных, 248 евреев, 125 католиков, 92 протестанта, 65 старообрядцев и 43 представителя других конфессий. Среди 755 строений лишь 33 было каменными. Имелись 6 православных церквей, лютеранская церковь и еврейский молитвенный дом. Насчитывалось 6 кожевенных, 6 синильных, 4 гончарных, 2 кирпичных и один свечной завод, мукомольня. В 1904 году построен римско-католический молельный дом.
14 (27) января 1918 года в Опочке была установлена Советская власть.

### Новейшее время
Постановлением президиума ВЦИК от 1 августа 1927 года в рамках проводимой в СССР административно-территориальной реформы деление на губернии и уезды было отменено, а Опочка вошла в состав Псковского округа Ленинградской области, став административным центром новообразованного Опочецкого района.
Постановлением Президиума ВЦИК от 29 января 1935 года была образована Калининская область, а Опочка вместе со всем Опочецким районом была включена в её состав. В составе этой области с 11 мая 1937 года по 5 февраля 1941 года существовал Опочецкий округ с центром в Опочке.
8 июля 1941 года Опочка была занята войсками нацистской Германии. Освобождена она была 15 июля 1944 года частями 10-й гвардейской армии (командующий — генерал-лейтенант М. И. Казаков) 2-го Прибалтийского фронта в ходе Режицко-Двинской операции.
В период оккупации в городе было создано еврейское гетто, где по разным данным изолировали от 150 до 200 евреев города и окрестностей. Многие из них умерли от голода, холода и непосильной работы. 7—8 марта 1942 года оставшиеся в живых узники были расстреляны. Всего в Опочке было убито более 200 евреев.
Указом президиума Верховного Совета СССР от 22 августа 1944 года образована Великолукская область, в состав которой вошёл и Опочецкий район — до 2 октября 1957 года, когда по указу президиума Верховного Совета РСФСР эта область была упразднена, а Опочецкий район был передан в состав Псковской области.

## Население
| 1856    | 1897    | 1931    | 1939    | 1959    | 1970    | 1979    | 1989    | 1992    | 1996    | 1998    | 2001    |
| ------- | ------- | ------- | ------- | ------- | ------- | ------- | ------- | ------- | ------- | ------- | ------- |
| 4300    | ↗5700   | ↘5400   | ↗11 174 | ↗11 615 | ↗12 910 | ↗15 078 | ↗16 130 | ↘16 100 | ↘15 800 | ↘15 500 | ↘14 800 |
| 2002    | 2004    | 2005    | 2006    | 2007    | 2008    | 2009    | 2010    | 2011    | 2012    | 2013    | 2014    |
| ↘13 964 | ↘13 644 | ↘13 223 | ↘12 749 | ↘12 387 | ↘12 225 | ↘11 964 | ↘11 603 | ↘11 547 | ↘11 362 | ↘10 910 | ↘10 599 |
| 2015    | 2016    | 2017    | 2018    | 2019    | 2020    | 2021    |         |         |         |         |         |
| ↘10 488 | ↘10 483 | ↘10 307 | ↘10 144 | ↘9902   | ↘9495   | ↗9928   |         |         |         |         |         |

На 1 января 2025 года по численности населения город находился на 937-м месте из 1124 городов Российской Федерации.
По численности населения на 1 января 2014 года находился на 909 месте из 1100 городов Российской Федерации.
Национальный состав
По итогам переписи населения 2020 года проживали следующие национальности (национальности менее 0,1 % и другое, см. в сноске к строке «Другие»):
| Национальность | Численность, чел. | Доля     |
| -------------- | ----------------- | -------- |
| Русские        | 9466              | 95,35 %  |
| Белорусы       | 58                | 0,58 %   |
| Цыгане         | 53                | 0,53 %   |
| Украинцы       | 50                | 0,50 %   |
| Армяне         | 17                | 0,17 %   |
| Азербайджанцы  | 10                | 0,10 %   |
| Другие         | 274               | 2,77 %   |
| Итого          | 9928              | 100,00 % |

## Экономика
В городе работают ряд промышленных предприятий: завод пищевых продуктов (филиал Псковского молочного комбината), хлебокомбинат, швейная фабрика. Имеются предприятия по производству натуральных соков, кожгалантерейных изделий, детских автомобильных кресел безопасности.

## Транспорт
В 2020 году в рамках программы Псковской области «Развитие транспортной системы на период до 2024 года» было запланировано начало строительства в 2023 году объездной дороги вокруг города.

## Достопримечательности

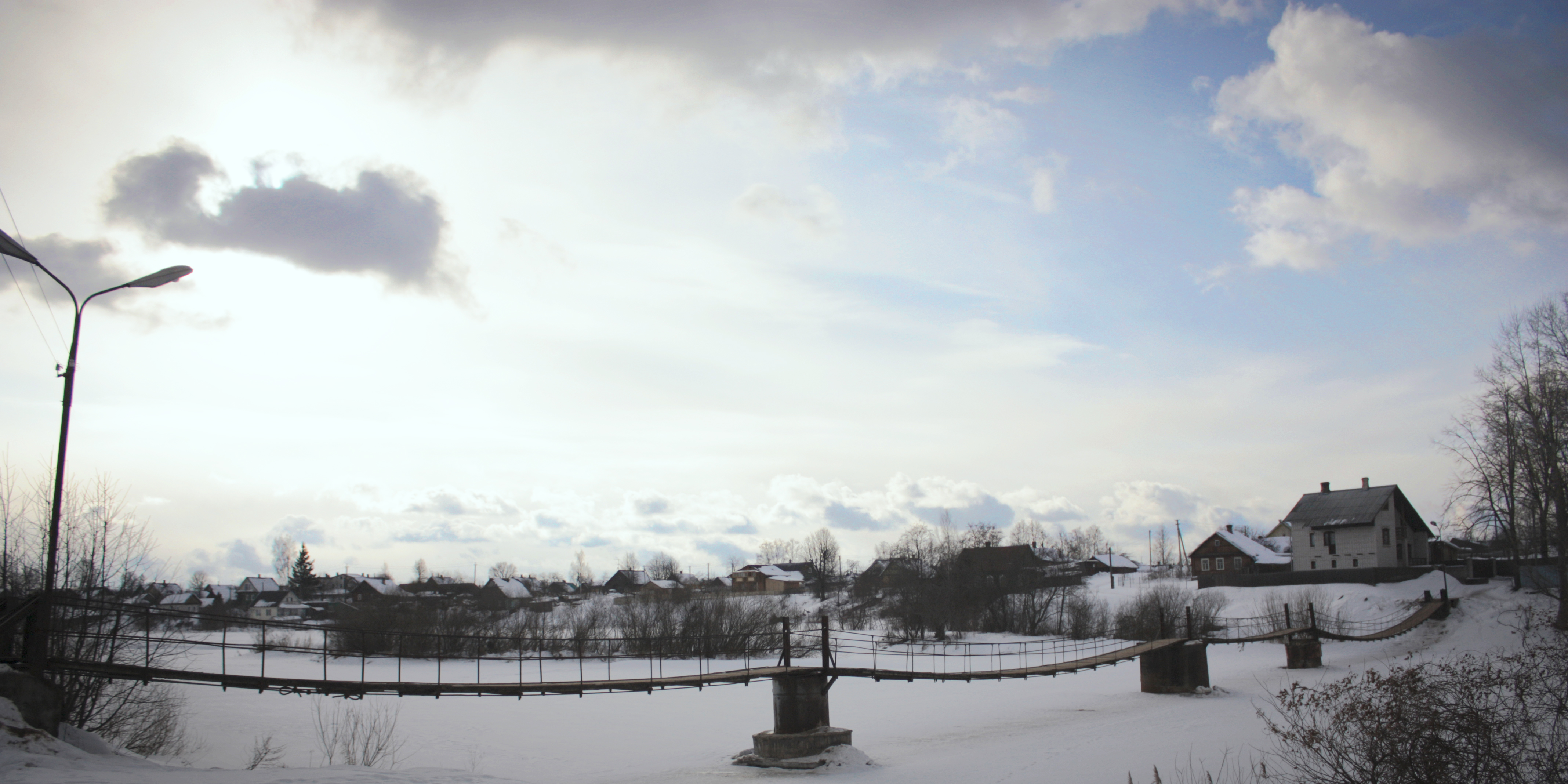
Висячий мост

В городе сохранились древние здания, представляющие историческую ценность. В первую очередь земляной вал Опочецкой крепости на реке Великой. Ныне он является основой парка «Городской вал».
- Деревянная кирха в стиле псевдоготики на улице Красных Командиров (бывшей Старорынковской), построенная в 1874 году[3].
- Дореволюционные здания на Советской площади (бывшей Соборной) — Городской корпус, здание бывших присутственных мест, дом Телепневых.
- Историческая застройка Коммунальной улицы (бывшей Новоржевской) и улицы Ленина (бывшей Большой)[3].
- Мельница на Набережной улице на границе с парком «Городской вал», построенная, по официальным данным, в 1860 году. Внутри есть небольшая экспозиция, посвященная процессу перемалывания зерна, а также о работе мельниц Опочецкого уезда[3].
- Почтовая станция, построенная в 1854 году.
- Белая гимназия — двухэтажное здание начала XIX века, выполненное в стиле зрелого классицизма. Выстроено купцом Я. М. Порозовым. С 1861 года здесь располагались женское малое училище и гимназия имени А. С. Пушкина.
- Дом Куколькина — двухэтажное здание середины XIX века, построенное купцом Куколькиным.
- Братское захоронение времен Великой Отечественной войны. Установлена стоящая на постаменте железобетонная скульптура коленопреклоненного солдата со знаменем в руке.